# HV71
HV71 este un club de hochei pe gheață din Jönköping-Huskvarna, Suedia, fondat in 1971.

## Palmares
- Campioana Suediei:
  - Câștigătoare: 1995, 2004, 2008, 2010, 2017[2]